# Ruth Liepman
Ruth Liepman, geborene Lilienstein, (geb. 22. April 1909 in Polch; gest. 29. Mai 2001 in Zürich) war eine deutsche Juristin und Literaturagentin.

## Leben und Wirken
Ruth Liepman war die Tochter des jüdischen Arztes Isidor Lilienstein. Nach der Geburt nahe Koblenz ging sie vor Ausbruch des Ersten Weltkriegs nach Hamburg, wo ihr Vater praktizierte. Ruth Lilienstein erhielt hier eine Schulausbildung am Lyzeum unter Leitung von Jakob Loewenberg und wechselte auf eigenen Wunsch unter Protesten der Eltern an die Lichtwarkschule. Dort fand sie Freunde, die sie lebenslang begleiteten. Dazu gehörten Ruth Tassoni und NDR-Redakteur Gerhard Lüdtke. Die moderne Erziehung der reformpädagogischen Bildungseinrichtung prägte Ruth Lilienstein. Ab 1928 studierte sie Jura an der Universität Hamburg und der Humboldt-Universität zu Berlin.
Lilienstein, die bereits früh politisch aktiv geworden war und der KPD sowie der Kommunistischen Studentenfraktion (KoStuFra) angehörte, wurde im Frühjahr 1933 aus diesem Grund denunziert. Ihr zuvor aufgenommenes Referendariat konnte sie daher nicht beenden. Der Hamburger Staat entließ sie im Juni 1933 aus dem Staatsdienst. Lilienstein selbst gab an, dass der Grund für die Entlassung eher in ihren politischen Aktivitäten und weniger in ihrer religiösen Zugehörigkeit zu suchen war. Dennoch wurde sie 1934 bei Rudolf Edler an der Hamburger Universität promoviert. Ab dem 5. Oktober 1934 wurde sie auf Betreiben der Hamburger Staatsanwalt steckbrieflich aufgrund vermuteter „Vorbereitung zum Hochverrat“ gesucht.
Ruth Lilienstein gelang die Flucht in die Niederlande, wo sie eine Anstellung in einer Weberei fand. Später arbeitete sie als Sekretärin. Dank einer Scheinehe mit dem Schweizer Architekten Oskar Stock erhielt Lilienstein die Schweizer Staatsbürgerschaft samt Schweizer Pass, sie wurde Bürgerin von Mastrils. Dies ermöglichte ihr weitere Aktivitäten im Widerstand, darunter illegale Kurierfahrten nach Deutschland. In Holland arbeitete sie an dem Buch Die Rechtslage deutscher Staatsangehöriger im Ausland mit. Auf dem Titel des 1937 in Haarlem veröffentlichten Werks konnte ihr Name aufgrund der ausgeschriebenen Fahndung jedoch nicht genannt werden. Nachdem das Deutsche Reich Holland im Rahmen des Westfeldzugs besetzt hatte, versuchte Lilienstein, die als Sekretärin des Schweizer Konsuls arbeitete, erfolglos aus Holland zu fliehen. Sie ging in den Untergrund, tarnte sich als Hausmädchen und verbrachte die Zeit bis Kriegsende bei einer calvinistischen Arbeiterfamilie.
Nach Kriegsende verließ Lilienstein Holland zunächst nicht, besuchte jedoch mehrfach Hamburg. Dort machte sie Bekanntschaft mit Heinz Liepman (eigentlich Liepmann), der hier seit seiner Rückkehr aus dem amerikanischen Exil lebte. Im Juni 1949 heiratete sie den Schriftsteller und Journalisten. 1950 eröffnete das Ehepaar eine Literaturagentur in Hamburg, deren Leitung Ruth Liepman schnell übernahm. In Hamburg schlossen Ruth und Heinz Liepman Freundschaft mit Gisela und Alfred Andersch, Ida Ehre, Heinrich Maria Ledig-Rowohlt, Hilde und Eugen Claassen, Elsbeth Weichmann und deren Ehemann Herbert und Günter Weisenborn und dessen Gattin Joy Weisenborn. 1961 zog Ruth Liepman mit ihrem Ehemann nach Zürich. Heinz Liepman verstarb im Juni 1966 in Aragone im Tessin. 
Ruth Liepman nahm daraufhin zwei Geschäftspartnerinnen in die „Liepman AG“ auf. Die Agentur betreute über mehrere Jahrzehnte zahlreiche renommierte deutsche und internationale Autoren wie Norman Mailer, Vladimir Nabokov oder Stephen King. Liepman sah es dabei als wichtig an, durch die Vermittlung von Literatur der Völkerverständigung dienen zu können. Zu ihrem Portfolio gehörten unter anderem auch die Nachlässe von Anne Frank, Erich Fromm, Robert Neumann und Norbert Elias.
Liepman, deren Autobiografie Vielleicht ist Glück nicht nur Zufall 1993 erschien, wurde nach ihrem Tod im Mai 2001 als „Grande Dame unter den Literaturagenten“ bezeichnet.

## Ehrung
Die Stadt Zürich verlieh Ruth Liepman im November 1992 als erster Frau die goldene Ehrenmedaille. Sie erhielt die Auszeichnung aufgrund ihrer Verdienste um den internationalen Literaturbetrieb und als Widerstandskämpferin gegen den Nationalsozialismus. Seit 1998 war Liepman Ehrenmitglied der Gesellschaft für Exilforschung.